# Victor Larsson
Victor Larsson (19 aprile 2000) è un calciatore svedese, difensore dell'IFK Värnamo.

## Carriera
Cresciuto nel settore giovanile del Malmö FF, nell'agosto del 2019 viene acquistato dal Torns IF, squadra con cui trascorre una stagione e mezza in terza divisione. Poco prima dell'inizio della stagione 2021, si trasferisce all'IFK Värnamo, militante in seconda divisione. Con i biancoblù vince il campionato di seconda divisione al termine della stagione, contribuendo a una storica promozione nell'Allsvenskan, la prima nella storia della squadra. Il 3 aprile 2022 ha esordito nella massima divisione svedese, disputando l'incontro perso per 2-1 contro l'IFK Göteborg.

## Statistiche

### Presenze e reti nei club
Statistiche aggiornate al 16 ottobre 2022.
| Stagione        | Squadra         | Campionato      | Campionato | Campionato | Coppe nazionali | Coppe nazionali | Coppe nazionali | Coppe continentali | Coppe continentali | Coppe continentali | Altre coppe | Altre coppe | Altre coppe | Totale | Totale |
| Stagione        | Squadra         | Comp            | Pres       | Reti       | Comp            | Pres            | Reti            | Comp               | Pres               | Reti               | Comp        | Pres        | Reti        | Pres   | Reti   |
| --------------- | --------------- | --------------- | ---------- | ---------- | --------------- | --------------- | --------------- | ------------------ | ------------------ | ------------------ | ----------- | ----------- | ----------- | ------ | ------ |
| ago.-dic. 2019  | Torns IF        | D1              | 6          | 0          |                 | -               | -               |                    | -                  | -                  |             | -           | -           | 6      | 0      |
| 2020            | Torns IF        | E               | 24         | 0          | CS              | 2               | 0               |                    | -                  | -                  |             | -           | -           | 26     | 0      |
| Totale Torns IF | Totale Torns IF | Totale Torns IF | 30         | 0          |                 | 2               | 0               |                    | -                  | -                  |             | -           | -           | 32     | 0      |
| 2021            | IFK Värnamo     | S1              | 17         | 1          | CS              | 1               | 0               |                    | -                  | -                  |             | -           | -           | 18     | 1      |
| 2022            | IFK Värnamo     | A               | 25         | 0          | CS+CS           | 2+1             | 0               |                    | -                  | -                  |             | -           | -           | 28     | 0      |
| Totale carriera | Totale carriera | Totale carriera | 72         | 1          |                 | 6               | 0               |                    | -                  | -                  |             | -           | -           | 78     | 1      |

## Palmarès

### Club

#### Competizioni nazionali
- Superettan: 1

IFK Värnamo: 2021